# Станіоль
Станіо́ль (від лат. stannum — «олово») — олов'яна фольга, тонкі листи олова. Як матеріал відомий з XVII століття.

## Виробництво
Станіоль (або листове олово) готується з олова або зі сплавів його зі свинцем. Плитки спочатку вальцюванням розкочуються на листи завтовшки 0,20-0,15 мм, а потім розбиваються молотками до товщини 0,1-0,008 мм.

## Використання
Станіоль застосовувався для виготовлення капсулів, дзеркал, електричних конденсаторів, кабелів і упаковки (зокрема, пакування продуктів харчування). Також використовується нумізматами для одержання відбитків монет, медалей тощо — отримана негативна форма заливається масою (гіпсом або пластмасою) для одержання позитивного зображення.